# Productextensie
Een productextensie, soms ook lijnextensie genoemd, is een begrip uit de marketing dat inhoudt dat binnen een bepaalde productgroep waarin het merk al actief is, een nieuwe variant wordt gelanceerd. 
Productextensies kunnen om verschillende strategische en tactische redenen worden ingezet:
- Als schapvulling om op die manier concurrenten te blokkeren
- Als aanbodvergroting om het aanbod beter op een bepaalde doelgroep af te stemmen
- Om aan de vraag naar variëteit tegemoet te komen
- Het introduceren van 'nieuws' in de categorie om zo de verkoop te stimuleren

Bij de meeste innovaties gaat het om een productextensie. Aaker (1991, p208) haalt een onderzoek aan waaruit blijkt dat van alle (Amerikaanse) nieuwe introducties 89% extensies van bestaande producten betreft. 
Een gevaar bij veel productextensies is kannibalisatie op het al bestaande assortiment. Desondanks zijn extensies waarbij slechts een nieuwe smaak of een andere geur wordt toegevoegd aan het assortiment in de meeste gevallen succesvoller dan introducties waarbij het bestaande product wordt verbeterd (Nijssen, 1999).
Productextensies verschillen van merkextensies doordat deze laatste groep een bestaand merk in een nieuwe categorie of productmarkt introduceert. 

## voorbeelden
- Blue Band dat naast tafelmargarines ook vloeibare margarines introduceerde.
- Magnum die naast de Magnum Classic ook de Magnum Almond op de markt bracht.
- Robijn wasmiddel dat naast verschillende kleurvarianten ook Stralend Wit lanceerde.
- Coca-Cola die naast de klassieke variant ook een Light variant lanceert
- Heineken die naast blikjes en flesjes ook thuistapvaatjes introduceert.